# R.B.I. Baseball '95
RBI Baseball '95 est un jeu vidéo de baseball sorti en 1995  sur Mega Drive et sur 32X. Le jeu a été développé par Tengen et édité par Time Warner Interactive.